# Agobardus
Genre
Agobardus est un genre d'araignées aranéomorphes de la famille des Salticidae.

## Distribution
Les espèces de ce genre sont endémiques des Antilles.

## Liste des espèces
Selon World Spider Catalog (version 20.5, 30/10/2019) :
- Agobardus anormalis Keyserling, 1885
- Agobardus bahoruco Zhang & Maddison, 2012
- Agobardus blandus Bryant, 1947
- Agobardus brevitarsus Bryant, 1943
- Agobardus cordiformis Zhang & Maddison, 2012
- Agobardus cubanus (Bryant, 1940)
- Agobardus fimbriatus Bryant, 1940
- Agobardus gramineus Zhang & Maddison, 2012
- Agobardus minutus (Bryant, 1940)
- Agobardus modestus (Bryant, 1943)
- Agobardus mundus Bryant, 1940
- Agobardus obscurus Bryant, 1943
- Agobardus oviedo Zhang & Maddison, 2012
- Agobardus perpilosus Bryant, 1943
- Agobardus phylladiphilus Zhang & Maddison, 2012
- Agobardus prominens Bryant, 1940

## Publication originale
- Keyserling, 1885 : Neue Spinnen aus America. VI. Verhandlungen der kaiserlich-königlichen zoologisch-botanischen Gesellschaft in Wien, vol. 34, p. 489-534 (texte intégral).